# Peziza
Genre
Peziza est un genre de champignons ascomycètes de la famille des Pezizaceae. 

## Étymologie
Le nom vient du grec πέζις = pezis qui désignait des champignons à petit pied.

## Description
Les Peziza forment de larges apothécies en coupe sessile ou avec un pied court.

## Espèces
- Peziza ampelina
- Peziza ampliata
- Peziza arvernensis
- Peziza badia
- Peziza cerea
- Peziza domiciliana
- Peziza echinospora
- Peziza granulosa
- Peziza micropus
- Peziza ostracoderma
- Peziza petersii
- Peziza phyllogena
- Peziza praetervisa
- Peziza repanda
- Peziza succosa
- Peziza sylvestris
- Peziza varia
- Peziza vesiculosa
- Peziza violacea